# Gare de Solbråtan
La gare de Solbråtan est une gare ferroviaire norvégienne de la ligne d'Østfold, située sur la commune d'Oppegård.
Mise en service en 1939, c'est une halte ferroviaire de la Norges Statsbaner (NSB). Elle est distante de 14,05 km d'Oslo. 

## Situation ferroviaire
Établie à 186 m d'altitude, La halte de Solbråtan est située sur la ligne d'Østfold, entre les gares de Kolbotn et de Myrvoll.

## Histoire
L'arrêt de Solbråtan est mis en service le 1er octobre 1939. 

## Service des voyageurs

### Accueil
C'est une halte ferroviaire sans personnel ni billetterie, mais disposant d'un abri, pour les voyageurs, sur chacun des deux quais.

### Desserte
Solbråtan est desservie par des trains locaux en direction de Skøyen et de Ski.

### Intermodalités
Un parking, de 12 places, pour les véhicules y est aménagé.